# Lady Macbeth
Lady Macbeth est un des personnages principaux de la tragédie Macbeth de William Shakespeare, probablement rédigée entre 1599 et 1606 et publiée pour la première fois en 1623. Femme de Macbeth, noble écossais et héros tragique de la pièce, Lady Macbeth incite son mari à commettre un régicide, à la suite de quoi elle devient reine d'Écosse. Plus tard, cependant, sa culpabilité face au crime commis la fait souffrir d'obsession et de somnambulisme. Elle meurt dans le dernier acte, hors scène, d'un présumé suicide.
Selon certains généalogistes, la femme du roi Duncan était la grand-mère de Lady Macbeth ce qui justifiait donc une  revendication du trône plus légitime, ceci provoqua la jalousie et la haine de Lady Macbeth envers Duncan.
Les origines du personnage reposent dans le travail de Raphael Holinshed, Chroniques d'Angleterre, d'Écosse et d'Irlande, publié en 1587, une histoire du Royaume-Uni, source majeure de Shakespeare pour ses œuvres. Lady Macbeth est donc inspirée de Gruoch d'Écosse, femme de Macbeth, roi d'Écosse.
Lady Macbeth est un personnage prééminent de la pièce, principalement dans les deux premiers actes. Cependant, après le meurtre du roi Duncan, son rôle dans l'histoire s'amenuise. Elle devient un spectateur externe des complots de Macbeth et l'hôte d'un banquet dominé par les hallucinations de son mari. La scène de sa crise de somnambulisme dans le cinquième acte est un pivot de la pièce, et sa réplique « Va-t'en, maudite tache... » ("Out, damned spot!") est devenue une phrase familière dans la langue anglaise. L'annonce de sa mort dans la cinquième scène du cinquième acte de la pièce inspire le soliloque « Demain, demain, demain » de Macbeth.
Les analystes voient dans le personnage de Lady Macbeth le conflit entre la féminité et la masculinité telles que ces notions sont exprimées dans les normes culturelles. Lady Macbeth supprime ses instincts envers la compassion, la maternité et la fragilité — associées à la féminité — en faveur de l'ambition, d'un caractère impitoyable et d'une quête de pouvoir tenace. Ce conflit colore la pièce et met en lumière les préjugés de genre de l'Angleterre shakespearienne à nos jours.

## Histoire
Lady Macbeth apparaît pour la première fois dans la pièce dans la cinquième scène du premier acte, où elle apprend, à travers une lettre de son mari, que trois sorcières ont prédit le futur de ce dernier et qu'il est destiné à devenir roi d'Écosse. Quand Duncan, actuel roi d'Écosse, devient son invité, Lady Macbeth profite de l'occasion pour mettre en oeuvre son projet de meurtre. Elle sait que la nature de son mari est « trop pleine du lait des tendresses humaines » pour commettre un régicide, c'est donc elle qui élabore le complot ; puis, contrant les arguments de son mari et lui rappelant que c'est lui qui a abordé le sujet en premier, elle le provoque en dépréciant son courage et sa virilité jusqu'à ce qu'il se plie à ses desseins.
Le roi Duncan se retire après une nuit de festin. Lady Macbeth drogue ses serviteurs et prépare les dagues pour le crime. Macbeth tue le roi dans son sommeil tandis que Lady Macbeth fait le guet. Quand il rapporte les dagues de la chambre, Lady Macbeth lui ordonne de les replacer sur la scène de crime, ce qu'il refuse de faire. Elle les rapporte alors elle-même et asperge les serviteurs drogués de sang, puis le couple part se laver les mains.
Après le meurtre de Duncan, le rôle de Lady Macbeth tend à s'effacer, son époux suivant la voie qu'elle lui a tracée. Quand les fils de Duncan fuient le pays, craignant pour leur vie, Macbeth est nommé roi. Sans consulter sa femme, Macbeth complote d'autres meurtres pour consolider sa place sur le trône, mais, lors d'un banquet royal, la reine est forcée de renvoyer les invités car Macbeth est pris d'hallucinations. Dans sa dernière apparition, atteinte d'un profond tourment, elle est victime de la fameuse crise de somnambulisme au cours de laquelle, elle lutte en rêve pour effacer de ses mains le sang du meurtre. Elle meurt hors-scène, d'un suicide présumé, puisque Malcolm, fils aîné du roi Duncan, déclare qu'elle « s'est détruite de ses propres mains ».
Dans le Premier Folio, la première édition de la pièce, elle n'est jamais nommée en tant que Lady Macbeth, à part en didascalies, mais comme la compagne de Macbeth.

### Acte V, scène 1

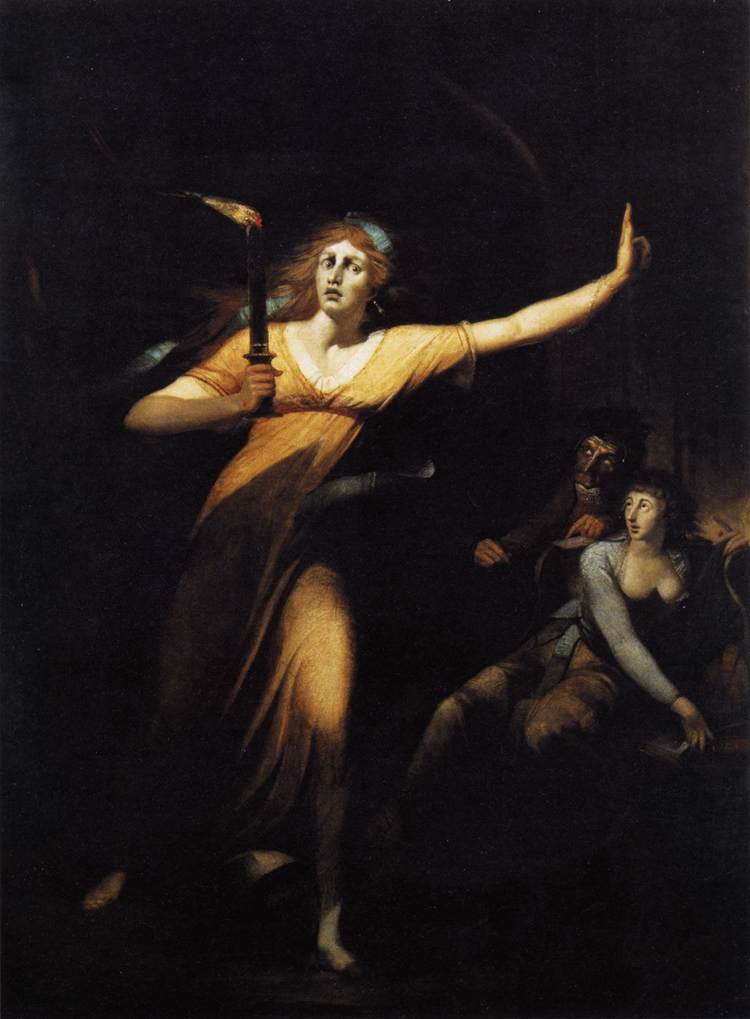
Lady Macbeth somnambule, Johann Heinrich Füssli, 1784. (Musée du Louvre)

La scène du somnambulisme est l'une des scènes les plus célébrées de Macbeth, et même de toute l'œuvre de Shakespeare. Elle n'a pas d'équivalent historique, c'est une invention du dramaturge.
A. C. Bradley, critique littéraire et universitaire anglais dont les analyses de William Shakespeare sont particulièrement notoires, note que, à l'exception de quelques répliques, cette scène est entièrement en prose, Lady Macbeth étant le seul personnage principal de la tragédie à faire une dernière apparition « sans la dignité du vers ». Selon Bradley, Shakespeare réservait généralement la prose aux personnages placés dans des conditions particulières telles que le somnambulisme, car le rythme régulier du vers est inapproprié pour des personnages ayant perdu l'esprit ou sujets à des visions et des impressions irrationnelles. Les souvenirs de Lady Macbeth — le sang sur ses mains, la sonnerie de l'horloge, la réticence de son mari — sortent de sa bouche en désordre, de façon chaotique, chaque image accentuant son angoisse. Pour Bradley, « les phrases courtes et monocordes de Lady Macbeth sont les seules phrases vraies », avec la construction simple et efficace de la diction du personnage exprimant une « misère désolante ». Son lavage de mains répétitif, pour se débarrasser du sang, est de nos jours reconnu comme un symptôme très commun du trouble obsessionnel compulsif.

## Analyse

### Une anti-mère
Stephanie Chamberlain, dans son article "Fantasizing Infanticing: Lady Macbeth and the Murdering Mother in Early Modern England, annonce que même si Lady Macbeth veut le pouvoir, ce dernier est conditionné par la maternité, qui était sujet à débats au début de l'époque moderne en Angleterre. Chamberlain explique que l'image de Lady Macbeth en tant que mauvaise mère, comme lorsqu'elle annonce avoir envisagé de« fracasser la cervelle » de « l'enfant qui [la] tète », reflète les controverses sur la figure maternelle à l'époque de Shakespeare. En effet, les mères étaient souvent accusées de maltraiter les enfants placés entre leurs mains. Lady Macbeth est ainsi une personnification de toutes les mères de cette époque, condamnées pour le fantasme d'infanticide que Lady Macbeth représente. Le fantasme de Lady Macbeth, ajoute Chamberlain, ne représente pas le combat pour être une figure masculine, mais plutôt le combat contre la condamnation, souvent infligée pour les mères jugées indignes à l'époque.
Jenijoy La Belle, professeure de littérature anglaise au California Institute of Technology, a un point de vue différent dans son article intitulé A Strange Infirmity: Lady Macbeth's Amerorrhea. La Belle annonce que Lady Macbeth ne souhaite pas seulement aux esprits de s'éloigner de la féminité, mais également d'éliminer les caractéristiques biologiques de base des femmes, à la suite de quoi La Belle se concentre sur la menstruation. En effet, Lady Macbeth, en demandant : « Changez à l'instant mon sexe [...] Épaississez mon sang ; fermez tout accès, tout passage aux remords (...) », demande que son cycle menstruel s'arrête, et ainsi qu'elle arrête de ressentir de la sensibilité et de la compassion, sentiments associés aux femmes. Elle souhaite devenir un homme pour parvenir au régicide et s'éviter ensuite tout remord. La Belle continue son argumentation en liant l'arrêt de son cycle menstruel aux motifs infanticides disséminés à travers la pièce. Elle donne donc les exemples du « doigt de l'enfant d'une fille de joie » jeté dans le chaudron des trois sorcières ; les enfants de Macduff « inhumainement massacrés » et le « petit enfant » aux « molles gencives » dont elle aurait pu « fracasser la cervelle » pour démontrer que Lady Macbeth est véritablement un archétype de l'anti-mère ; non seulement elle serait capable de frapper à mort son propre enfant, mais également d'aller encore plus loin pour supprimer tous ses moyens de procréation seulement par quête du pouvoir.

### Une sorcière
Certains critiques littéraires et historiens ajoutent que Lady Macbeth ne représente pas seulement une figure anti-maternelle générale, mais également un type spécifique d'anti-mère : la sorcière. Joanna Levin définit la sorcière de nos jours comme une femme qui succombe aux forces sataniques et à une luxure envers le Diable et qui, que ce soit pour cette raison ou pour le désir d'obtenir des pouvoirs surnaturels, invoque des esprits. Le médecin anglais Edward Jorden publie en 1603 un écrit intitulé Brief Discourse of a Disease Called the Suffocation of the Mother, dans lequel il spécule que cette force viendrait directement du système reproducteur féminin. Du fait que personne d'autre n'ait publié d'essais opposés sur la susceptibilité des femmes, et particulièrement des mères, de devenir à la fois la sorcière et l'ensorcelée, les écrits de Jorden ont contribué à bâtir la vision d'une relation étroite entre les femmes et la sorcellerie, notion qui se popularise et grandit durant la Renaissance anglaise. Joanna Levin se réfère à un écrit de Marianne Hester, Lewd Women and Wicked Witches: A Study of Male Domination, dans lequel Hester articule une interprétation féministe de la sorcière comme une femme puissante. Levin résume l'argument des historiens féministes comme Hester : la sorcière devrait être une figure célébrée pour sa non-conformité, sa résistance et le sentiment général de puissance qu'elle produit : les sorcières défient l'autorité patriarcale et la hiérarchie, et menacent plus particulièrement le système hégémonique du sexe et du genre. Cette vision associe la sorcellerie — et, par extension, Lady Macbeth — non pas avec le mal et l'infamie, mais avec une forme d'héroïsme.
Jenijoy La Belle analyse la féminité et la sexualité de Lady Macbeth en les reliant aussi bien à la maternité qu'à la sorcellerie. Le fait qu'elle conjure les esprits la rapproche de la sorcière, et cet acte en lui-même crée une similarité avec les Sœurs du Destin dans la pièce : elles « utilisent les pouvoirs métaphoriques du langage pour appeler des pouvoirs spirituels qui, à leur tour, influent sur des événements physiques — dans un cas, sur le fonctionnement de l'État, et dans l'autre, le fonctionnement du corps de la femme ». Comme les sorcières, Lady Macbeth lutte pour devenir un instrument de prédiction du futur. Elle prouve la puissance de son anticonformisme et la menace explicite qu'elle représente pour le pouvoir patriarcal en place par la façon dont elle manipule Macbeth pour l'amener au meurtre en le faisant douter de sa masculinité. Malgré le fait qu'elle le traite de lâche, il reste réticent, jusqu'à ce qu'elle lui dise : « À quelle bête apparteniez-vous donc lorsque vous vous êtes ouvert à moi de cette entreprise ? Quand vous avez osé la former, c'est alors que vous étiez un homme ; et en osant devenir plus grand que vous n'étiez, vous n'en seriez que plus homme. » On note qu'ainsi, Lady Macbeth renforce une conception masculine du pouvoir, alors qu'elle vient de demander à être asexuée ou déféminisée.
Les Sœurs du Destin sont également représentées déféminisées et même androgynes : elles sont barbues, ce qui peut être associé à l'aménorrhée de Lady Macbeth. Les sorcières sont représentées comme un archétype extrême de l'anti-mère, qui sont capables de cuisiner et de manger leurs propres enfants. Même si Lady Macbeth n'exprime pas de la violence envers son enfant d'une manière aussi grotesque, elle exprime un sentiment de brutalité certain quand elle annonce vouloir lui fracasser la cervelle.

## Postérité

### Peinture
- 1768 : David Garrick en Macbeth et Hannah Prichard en Lady Macbeth, Johan Joseph Zoffany.
- 1784 : Lady Macbeth somnambule, Johann Heinrich Füssli.
- 1812 : Lady Macbeth saisissant les poignards, Johann Heinrich Füssli.
- 1850 : Lady Macbeth marchant dans son sommeil, Eugène Delacroix.
- 1889 : Ellen Terry interprétant Lady Macbeth, John Singer Sergent.

### Théâtre
- 1611 : John Rice interprète Lady Macbeth dans la première adaptation théâtrale de la pièce.
- 1776 : Charlotte Melmoth interprète Lady Macbeth avec la compagnie du théâtre de Drury Lane.
- 1794 : Sarah Siddons interprète Lady Macbeth dans la production de John Philip Kemble avec la compagnie du théâtre de Drury Lane.
- 1842 : Helen Faucit interprète Lady Macbeth dans la production de William Charles Macready avec la compagnie du théâtre de Drury Lane.
- 1888 : Ellen Terry interprète Lady Macbeth dans la production de Henry Irving.
- 1942 : Gwen Ffrangcon-Davies interprète Lady Macbeth pendant presque une année entière face à Macbeth interprété par John Gielgud[12]
- 1955 : Vivien Leigh interprète Lady Macbeth dans la production de Laurence Olivier.
- 1966 : Simone Signoret interprète Lady Macbeth dans la production du Royal Court Theatre de Londres.
- 1967 : Vivien Merchant interprète Lady Macbeth dans la production de Paul Scofield.
- 1988 : Glenda Jackson interprète Lady Macbeth dans la production du Mark Hellinger Theatre.
- 2002 : Renée O'Connor interprète Lady Macbeth avec la compagnie Shakespeare by the Sea.
- 2013 : Alex Kingston interprète Lady Macbeth aux côtés de Kenneth Branagh pour le Manchester International Festival.

### Cinéma
- 1948 : Jeanette Nolan interprète Lady Macbeth dans le film Macbeth d'Orson Welles, avec ce dernier dans le rôle de Macbeth.
- 1971 : Francesca Annis interprète Lady Macbeth dans le film Macbeth de Roman Polanski, avec Jon Finch dans le rôle de Macbeth.
- 2015 : Marion Cotillard interprète Lady Macbeth dans le film Macbeth de Justin Kurzel, avec Michael Fassbender dans le rôle de Macbeth.
- 2022 : Frances McDormand interprète Lady Macbeth dans le film The Tragedy of Macbeth de Joel Coen, avec Denzel Washington dans le rôle de Macbeth.

### Télévision
- 1960 : Judith Anderson interprète Lady Macbeth dans le téléfilm Macbeth de George Schaefer, avec Maurice Evans dans le rôle de Macbeth.
- 1979 : Judi Dench interprète Lady Macbeth dans le téléfilm Macbeth de Philip Casson, avec Ian McKellen dans le rôle de Macbeth.
- 2005 : Keeley Hawes interprète Lady Macbeth dans la série d'adaptations modernes de 4 pièces de Shakespeare, Shakespeare Re-Told, produite par la BBC.
- 2009 : Le vingtième épisode de la vingtième saison de la série télévisée Les Simpson parodie la pièce de Shakespeare, où Marge Simpson prend le rôle de Lady Macbeth.

### Politique
- Pendant la campagne présidentielle de Bill Clinton en 1992, Hillary Clinton est surnommée Lady Macbeth, les médias doutant de son idéologie et de son éthique.
- Julia Gillard, Première ministre australienne de 2010 à 2013, est surnommée Lady Macbeth par les médias après sa succession à Kevin Rudd en juin 2010, surnom accompagné de commentaires misogynes et sexistes.